# Dariusz Wosz
Dariusz Wosz (Piekary Śląskie, 8 giugno 1969) è un allenatore di calcio ed ex calciatore tedesco, di ruolo centrocampista.
Fu nazionale tedesco orientale e della Germania riunificata. Date le sue origini, Wosz gode anche della cittadinanza polacca.

## Carriera

### Club
Originario dell'Alta Slesia, si trasferì con la famiglia ad Halle e iniziò a giocare nel BSG Motor Halle nel 1980. Dopo solo un anno andò a giocare nel BSG Empor Halle e nel 1984 fu preso dalla maggiore squadra della città, l'Hallescher FC Chemie.
Dopo aver fatto la trafila delle giovanili, il centrocampista debuttò in DDR-Oberliga nella stagione 1987 giocando però una sola partita. Fino all'accorpamento delle leghe avvenuto nel 1991 Wosz giocherà in tutto in Oberliga 93 partite andando a segno 15 volte.
Wosz rimase anche all'Hallescher anche nella prima stagione in Zweite Bundesliga nel 1991-1992 e collezionò 5 reti in 22 partite. Alla fine della stagione fu ceduto al Bochum e ne divenne il leader per gli anni successivi. Con la fascia da capitano arrivò al terzo turno di Coppa UEFA 1998 dove la squadra fu eliminata dall'Ajax (2-4; 2-2).
Nel 1998 fu acquistato dall'Hertha Berlino e con la squadra della capitale giocò due buone stagioni partecipando anche alla Champions League. Nel 2001 tuttavia richiese di tornare al Bochum, dove terminò la carriera nel 2007.

### Nazionale
Wosz con la Germania Est giocò in tutto sette partite tra il 1989 ed il 1990. La prima partita fu contro la Finlandia a Dresda il 22 marzo 1989 (1-1), l'ultima fu contro il Belgio a Bruxelles il 12 settembre 1990 (0-2).
Con la Germania debuttò il 23 febbraio 1997 contro l'Israele, segnando tra l'altro l'unica rete della partita, mentre l'ultima presenza fu contro la Danimarca il 15 novembre 2000 (1-2). Partecipò inoltre al campionato d'Europa 2000, dove, però, non scese in campo.

## Palmarès

### Giocatore

#### Competizioni nazionali
- 2. Fußball-Bundesliga: 3

Bochum: 1993-1994, 1995-1996, 2005-2006